# Hieracium fratrum
Hieracium fratrum là một loài thực vật có hoa trong họ Cúc. Loài này được Pugsley mô tả khoa học đầu tiên năm 1942.